# 戴鰲
戴鰲（1472年—1559年），字時鎮，號靜山，浙江寧波府鄞縣人，明朝政治人物，同進士出身。

## 生平
弘治八年（1495年）乙卯科浙江鄉試第六十六名舉人，弘治十二年（1499年）登己未科會試第一百五十五名，三甲一百四十八名进士。授太和縣知縣，後調任直隸興化縣知縣，均能使盗息民安。升韶州府同知，任南京刑部員外郎、郎中，出为雲南尋甸府知府，在任六載。特别是在云南任上，因当地偏僻穷困，百度未举，戴鰲兴学造市，始筑城池。归乡後，卒于嘉靖三十八年，享年八十八。

## 著作
- 《戴中丞遺集》
- 《周易直》
- 《策學會元》四十卷

## 家族
曾祖戴钟，封通判。祖父戴浩，永乐举人，曾任雷州府、永州府知府，官至陕西巩昌府知府，進階亞中大夫。父戴槚，为儒学教谕。母杜氏。具庆下。弟鯬、鱉、鱀、䲀。戴鰲與弟戴鯨、戴鱀、戴䲀俱登黃甲，為明朝罕有的“一門兄弟四進士”。